# Lomaspilis diluta
Lomaspilis diluta är en fjärilsart som beskrevs av Edward Alfred Cockayne 1950. Lomaspilis diluta ingår i släktet Lomaspilis och familjen mätare. Inga underarter finns listade i Catalogue of Life.